# Handball-Regionalliga Südwest 2024/25
Die Handball-Regionalliga Südwest 2024/25 wurde unter dem Dach der Handball-Landesverbände Rheinhessen (HVR), Rheinland (HVRL), Pfalz (PfHV) und Saar (HVS) organisiert, sie ist die höchste Spielklasse des Verbundes und wird hinter der 3. Liga als vierthöchste Spielklasse im deutschen Ligensystem eingestuft. Die Regionalliga Südwest ersetzt die bisherige Handball-Oberliga Rheinland-Pfalz/Saar.

## Saisonverlauf
Die Handball-Regionalliga Südwest 2024/25 war die einundvierzigste Austragung und die erste Saison seit Wiedereinführung der Liga. Meister und Aufsteiger wurde der TV Homburg.

### Modus
Die Regionalliga Südwest wurde in dieser Saison eingleisig mit 14 Mannschaften und bei den Frauen mit 12 Mannschaften ausgespielt. Im Verlaufe der Saison traten die Mannschaften der Regionalliga jeweils in einer Hin- und Rückrunde gegeneinander an. Nach Abschluss der daraus resultierenden Spieltage stieg der Südwest-Meister in die 3. Liga auf.
Es stiegen so viele Mannschaften ab (maximal vier), bis die Staffelstärke von 14 Teams incl. den Aufsteigern aus den Landesverbänden und möglichen Absteigern aus der 3. Liga erreicht war. Am Ende der Saison galt bei Punktegleichheit der direkte Vergleich.

## Teilnehmer
Nicht mehr dabei waren die Auf- und Absteiger der Vorsaison. Neu hinzukamen die Absteiger (A) von der 3. Liga und die Aufsteiger (N) aus den Verbandsligen.

### Abschlusstabelle

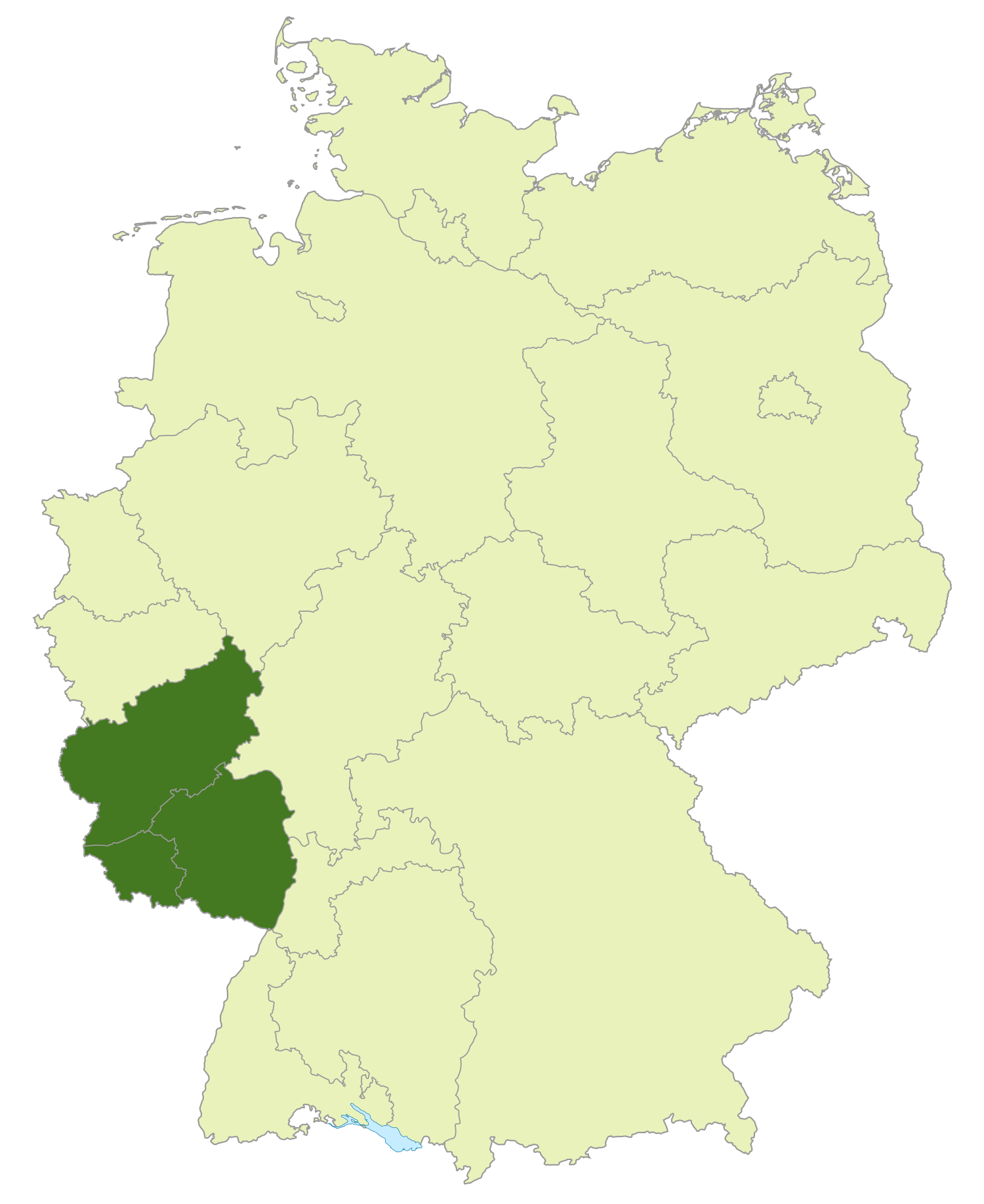
Bereich der Handball-Regionalliga
Rheinland-Pfalz / Saarland

|     | Mannschaft                           | Sp | Pkte  |
| --- | ------------------------------------ | -- | ----- |
| 1.  | TV Homburg (A)                       | 26 | 46:6  |
| 2.  | HV Vallendar                         | 26 | 41:11 |
| 3.  | HSG Rhein-Nahe Bingen                | 26 | 32:20 |
| 4.  | TuS 04 Kaiserslautern-Dansenberg (A) | 26 | 31:21 |
| 5.  | MSG HF Illtal                        | 26 | 30:22 |
| 6.  | HSG Kastellaun-Simmern               | 26 | 27:25 |
| 7.  | SG SV 64/VT Zweibrücken              | 26 | 27:25 |
| 8.  | DJK SF Budenheim                     | 26 | 24:28 |
| 9.  | Südpfalz Tiger                       | 26 | 23:29 |
| 10  | SG Saulheim                          | 26 | 23:29 |
| 11. | TV 1886 Offenbach                    | 26 | 20:32 |
| 12. | Handball Mülheim-Urmitz              | 26 | 20:32 |
| 13. | HG Saarlouis 2 (N)                   | 26 | 14:38 |
| 14. | TV Nieder-Olm                        | 26 | 6:46  |